# AFA (ファイルフォーマット)
AFA（アファ）はデータ圧縮のファイルフォーマットの一つ。
ZIPに比べ高圧縮のファイルが作成でき、また他のデータ圧縮フォーマットにはあまり見られない特色としてリカバリレコードという一種のハミング符号を付加することで、圧縮ファイルの破損の修復が可能であることが挙げられる。また、分割が可能で、あるファイルを一定のサイズごとに分割して圧縮することができる。
astrotiteのソフトウェアで処理を行うことができる。

## 拡張子
.afa

## MIME-Type
application/x-astrotite-afa

## 経歴
複数の規格の存在が第三者により確認されている
- AST (初代)
- AST2
- AFA (現在使われている規格) – Astrotite 200X v1.0で正式にサポートされている[1] 規格の変更点は:
  - 拡張子が従来の　{ボリューム名}.ast2.001, {ボリューム名}.ast2.002, etc. から {ボリューム名}.0001.afa, {ボリューム名}.0002.afa, etc. に変更された。
  - 暗号化の方式がAES (Advanced Encryption Standard)の256ビット長とCAST-256 の256ビット長の暗号鍵に変更されている.
  - ファイルヘッダとファイルのデータ両方が暗号化されるようになった.
  - 4 GB以上のファイルサイズを持つ圧縮ファイルが作成可能.
  - ユニコードに対応。